# Ulica Jagiellońska w Krakowie
Ulica Jagiellońska – ulica w Krakowie, w dzielnicy I Stare Miasto, na Starym Mieście.
Do XIX wieku ulica, jak wszystkie przecznice w mieście, była bezimienna. Poszczególne jej fragmenty były nazywane: przecznica Szewskiej, przecznica Żydowskiej (św. Anny), przecznica Szczepańskiej, Gołębiej.
Na początku XIX wieku, po zburzeniu istniejących tam zabudowań powstał plac Szczepański i ulica uległa skróceniu o odcinek pomiędzy ul. św. Tomasza a ul. Szczepańską. Po zbudowaniu teatru przecznicę obok niego zaczęto nazywać ul. Teatralną i nazwę tę przeniesiono następnie na całą ulicę. Wzdłuż południowego fragmentu ulicy znajdowały się budynki uniwersytetu, który w XIX wieku zaczęto nazywać Jagiellońskim i tę część ulicy nazywanej przecznicą Gołębią zaczęto zwać ulicą Jagiellońską. W roku 1881 nazwę obowiązującą obecnie nadano formalnie całej ulicy.

## Zabudowa
Przy ulicy, w jej południowej części znajdują się budynki Uniwersytetu Jagiellońskiego. Pozostała część zabudowana jest kamienicami czynszowymi a na rogu pl. Szczepańskiego postawiono budynek teatru.
- ul. Jagiellońska 5 – Stary Teatr
- ul. Jagiellońska 14 – Kamienica Koya
- ul. Jagiellońska 15 (ul. św. Anny 8–10) – Collegium Maius Uniwersytetu Jagiellońskiego
- ul. Jagiellońska 16 (ul. św. Anny 6) – Collegium Kołłątaja Uniwersytetu Jagiellońskiego
- ul. Jagiellońska 17 – Ogród Profesorski
- ul. Jagiellońska 17 (ul. Gołębia 11) – Collegium Minus Uniwersytetu Jagiellońskiego
- ul. Jagiellońska 18 (ul. Gołębia 9) – Instytut Etnologii i Antropologii Kulturowej Uniwersytetu Jagiellońskiego

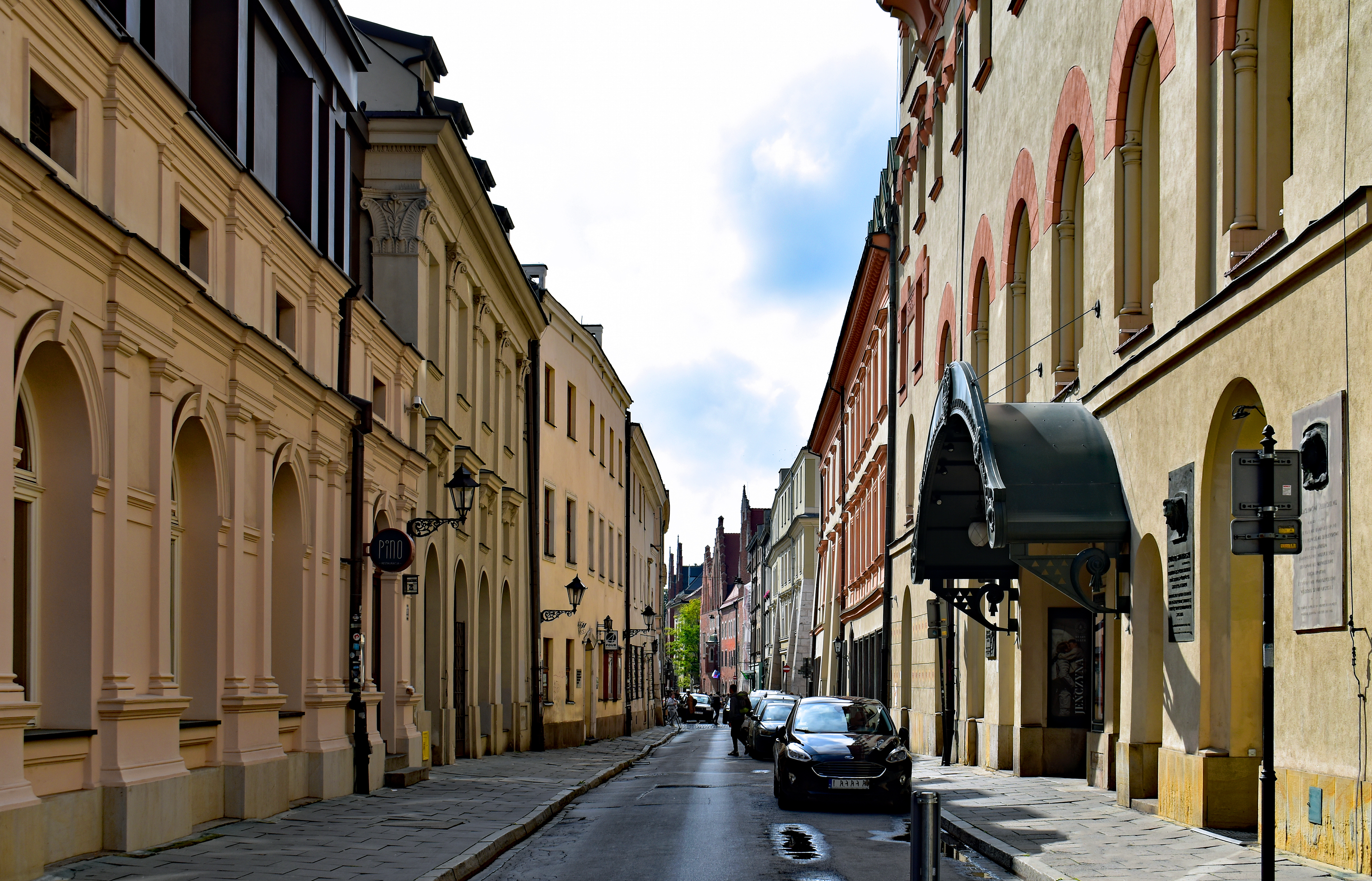
Widok z pl. Szczepańskiego. Po prawej Stary Teatr
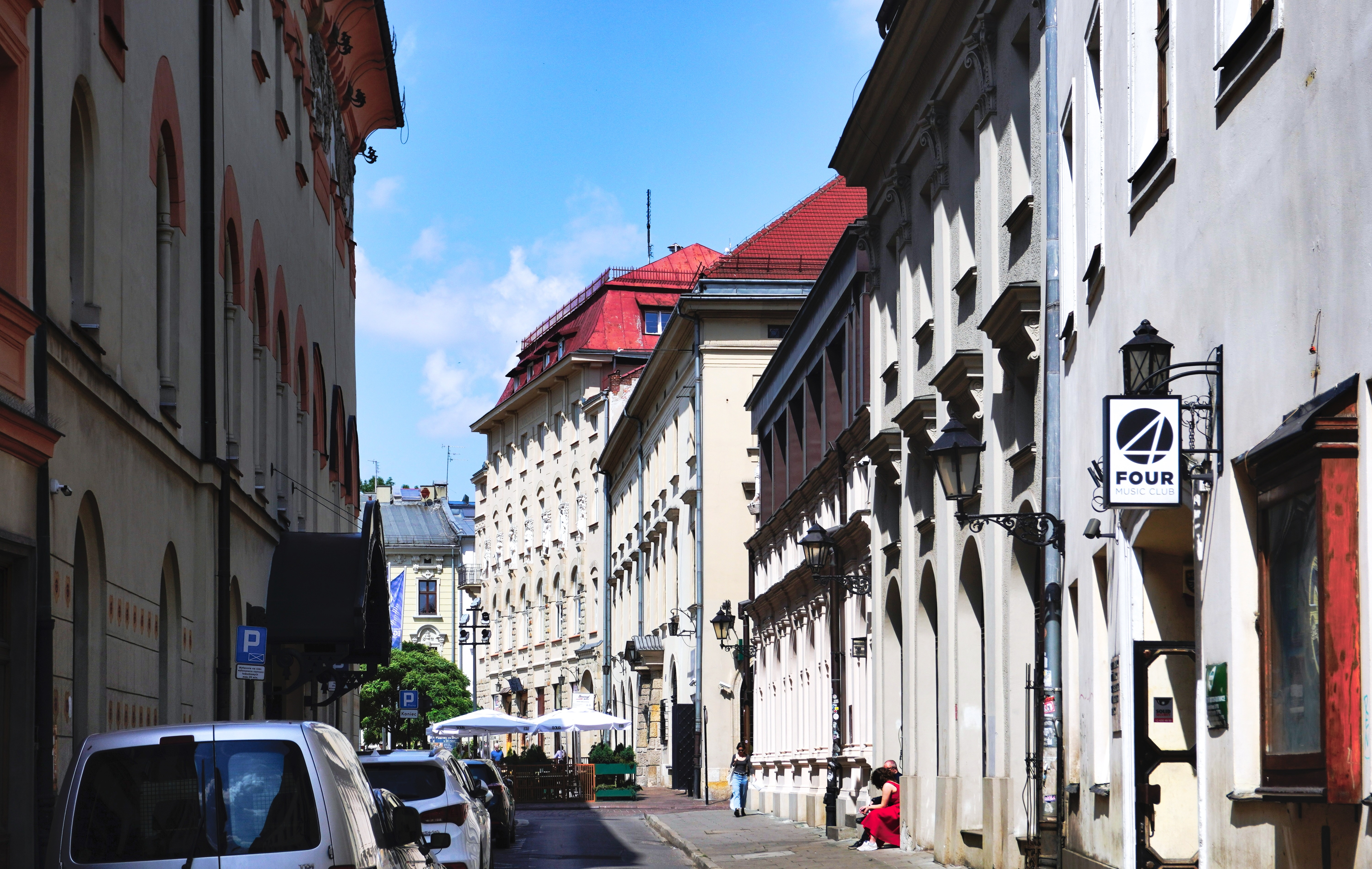
Widok od skrzyżowania z ul. Szewską na północ
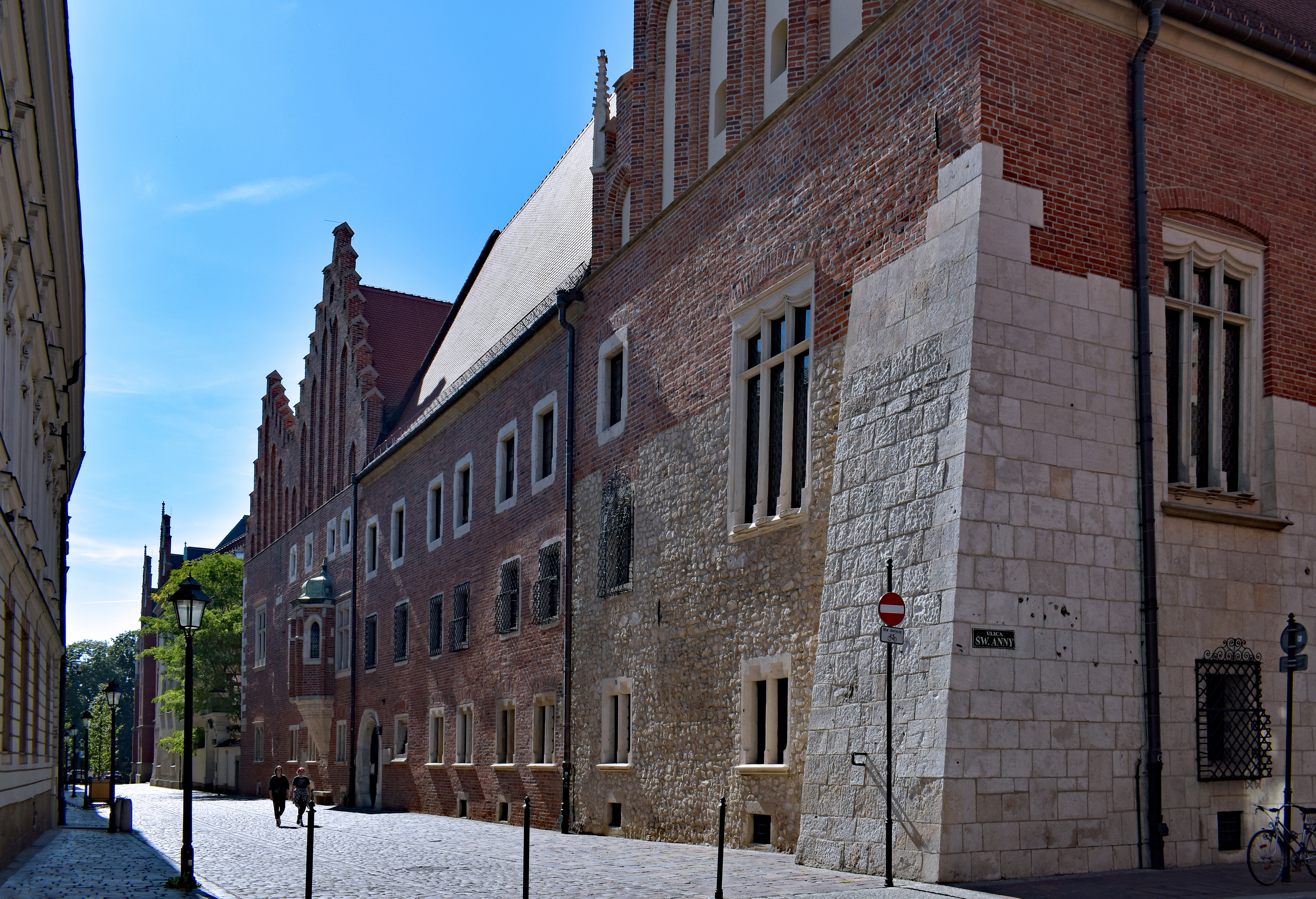
Ulica pomiędzy ul. św. Anny a Plantami. Po prawej Collegium Maius
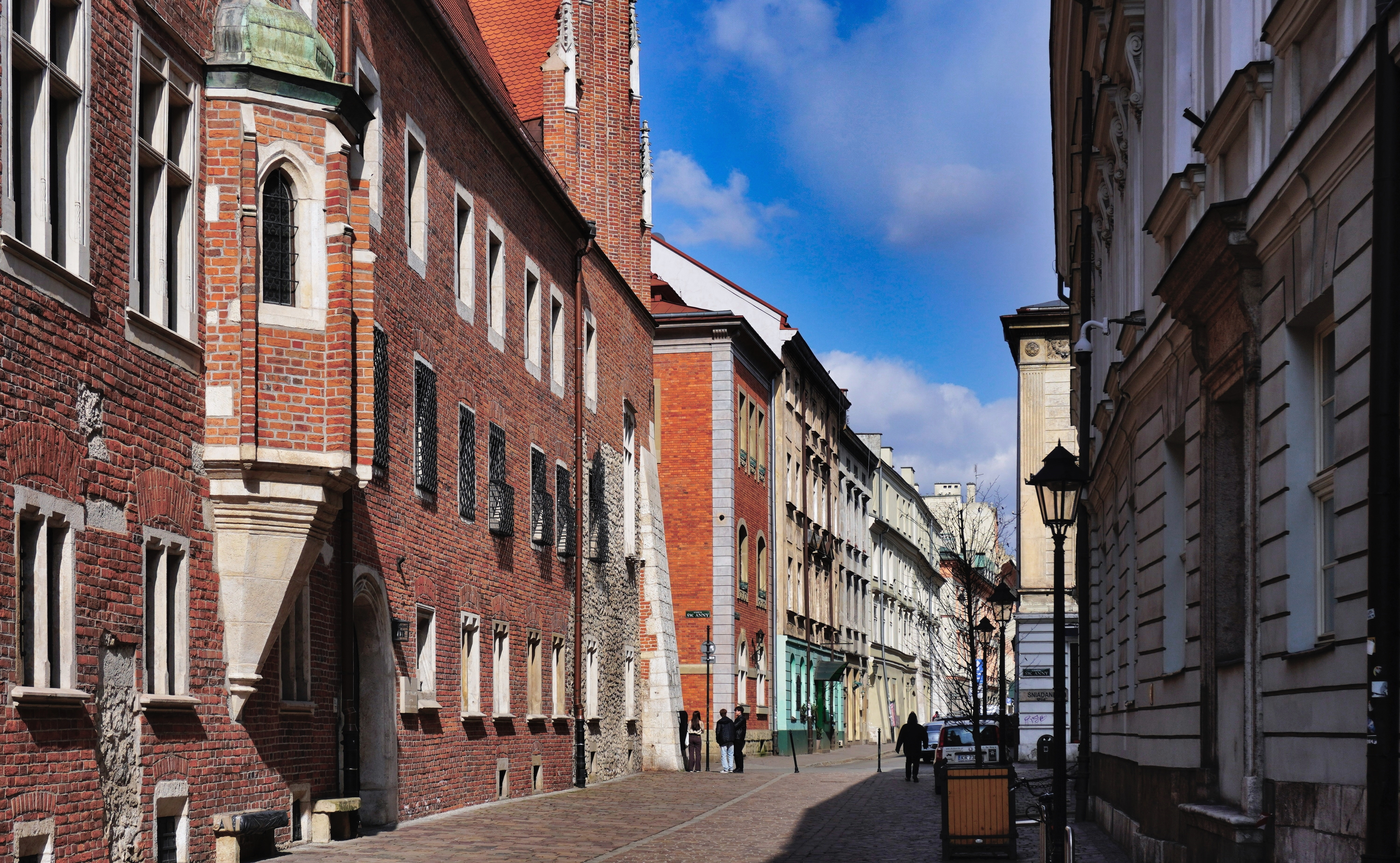
Widok od skrzyżowania z ul. Gołębią na północ
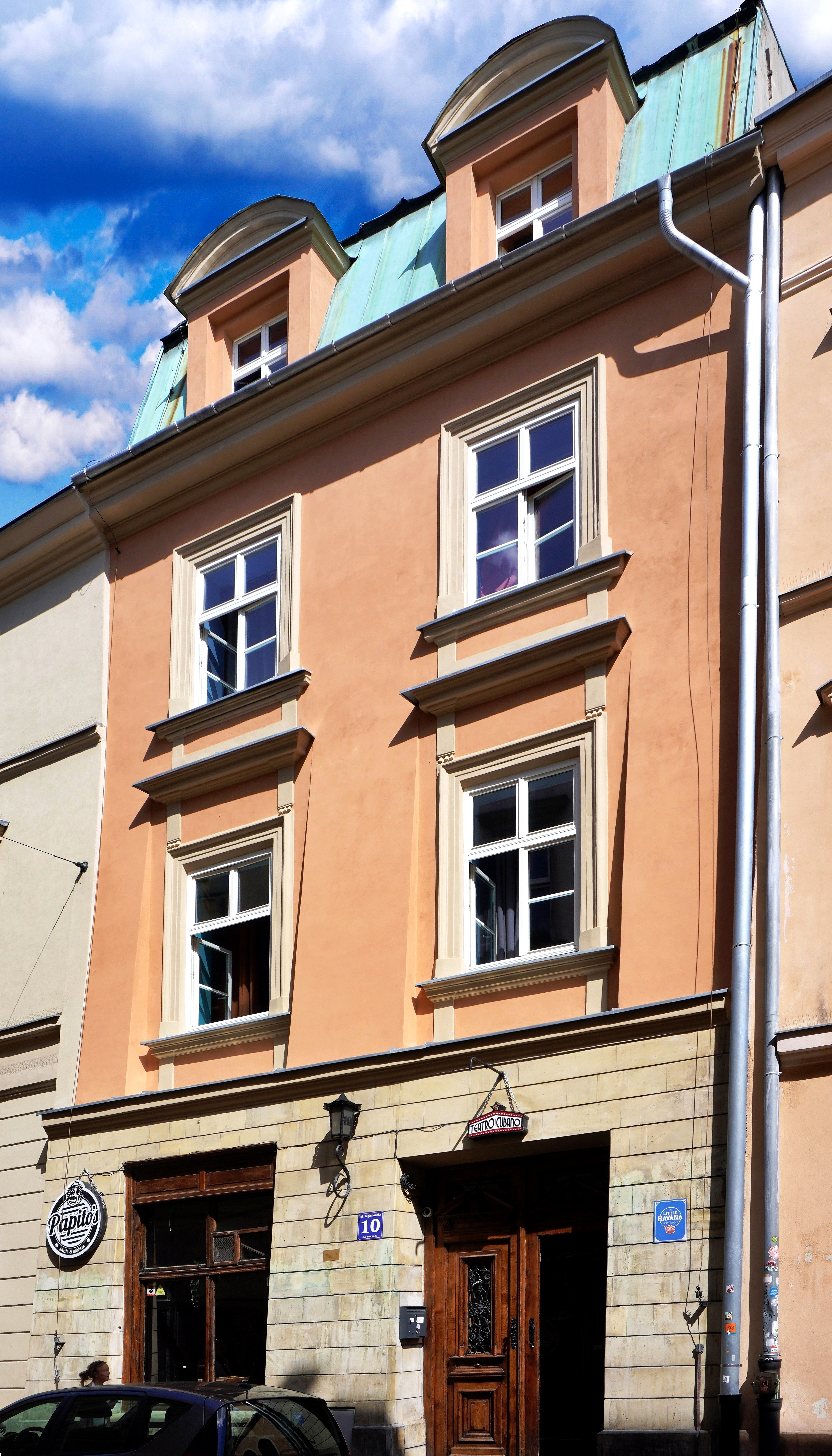
ul. Jagiellońska 10 Zabytkowa kamienica
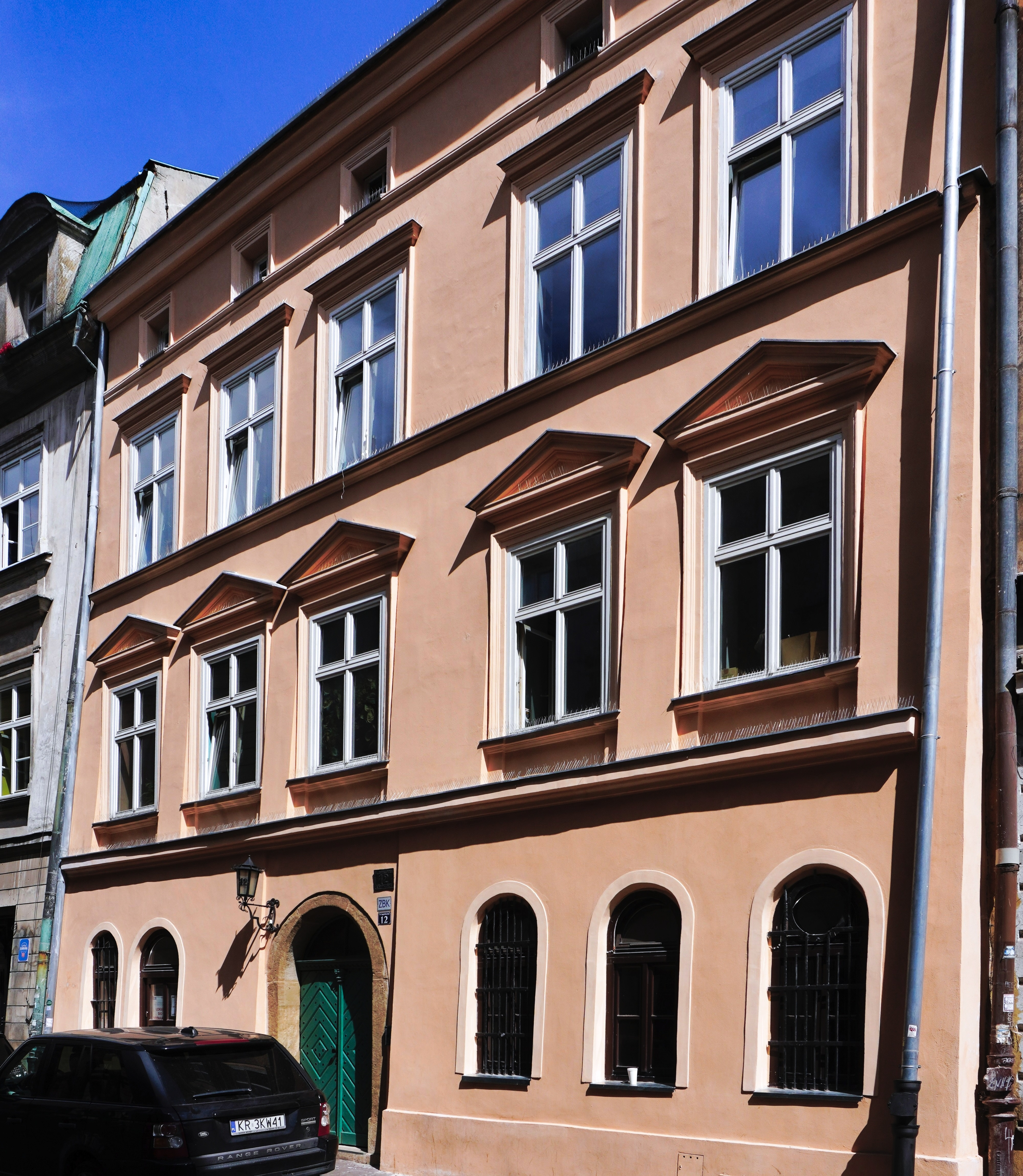
ul. Jagiellońska 12 Zabytkowa kamienica
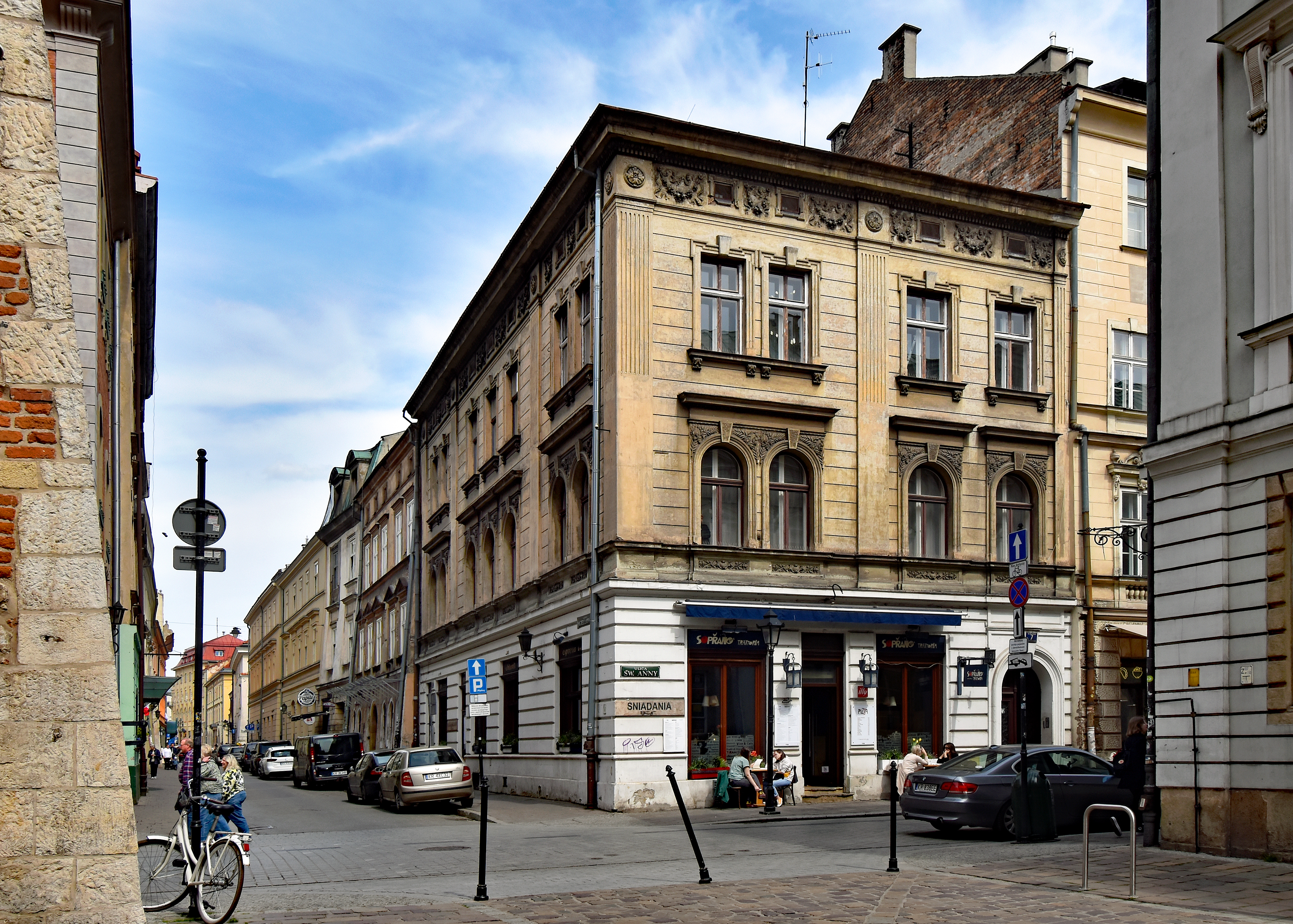
ul. Jagiellońska 14 Kamienica Koya